# Chiesa dei Gesuati
La chiesa di Santa Maria del Rosario, comunemente conosciuta con il nome di chiesa dei Gesuati, è un edificio religioso situato a Venezia. La chiesa fa parte dell'associazione Chorus Venezia.

## Storia
Il nome Gesuati viene dall'ordine religioso, soppresso nel 1668, che nell'area aveva una chiesa e soprattutto un grande convento, poi acquistato dai domenicani. La Compagnia dei Poveri Gesuati si era formata alla fine del XIV secolo e nel 1432 aveva iniziato la costruzione della vicina chiesa di Santa Maria della Visitazione con il titolo allora di San Girolamo e l'attiguo convento. Con scioglimento dell'ordine il complesso passò ai Domenicani che poco dopo iniziarono la costruzione del nuovo tempio. Con la soppressione degli ordini religiosi del 1810 la chiesa divenne parrocchiale. Le vicende che seguirono portarono alla suddivisione delle pertinenze a diversi ordini.
La chiesa è sede principale dell'ampia parrocchia omonima, che si estende dalla Punta della Dogana fino a San Trovaso. Appartengono alla parrocchia dei Gesuati come chiese sussidiarie la chiesa dello Spirito Santo e la Basilica di Santa Maria della Salute. Ricadono nel territorio della parrocchia dei Gesuati anche le chiese di Sant'Agnese e di Santa Maria della Visitazione (detta anche degli Artigianelli), che sono chiese conventuali autonome gestite direttamente dai frati che tuttora hanno un loro convento nelle immediate adiacenze.
L'attuale edificio è stato costruito nel periodo 1724-36 per conto dei frati domenicani, con l'aiuto economico di tutta la città, organizzata ancora tramite le Arti e le Confraternite.

## Descrizione
Un primo progetto fu elaborato da Andreas Musalus ma alla morte di questi, per quanto difeso dall'allievo Giovanni Scalfarotto, i domenicani lo accantonarono e la progettazione della chiesa fu affidata all'architetto Giorgio Massari che ne presentò uno nuovo nel 1724. Se la costruzione presenta diversi richiami ai motivi palladiani Massari li smussò seguendo la moda con il suo gusto pittoricistico e coordinando accuratamente gli interventi dei diversi artisti e delle varie maestranze che chiamò a collaborare con le indicazioni iconografiche dei frati predicatori.

### Esterno

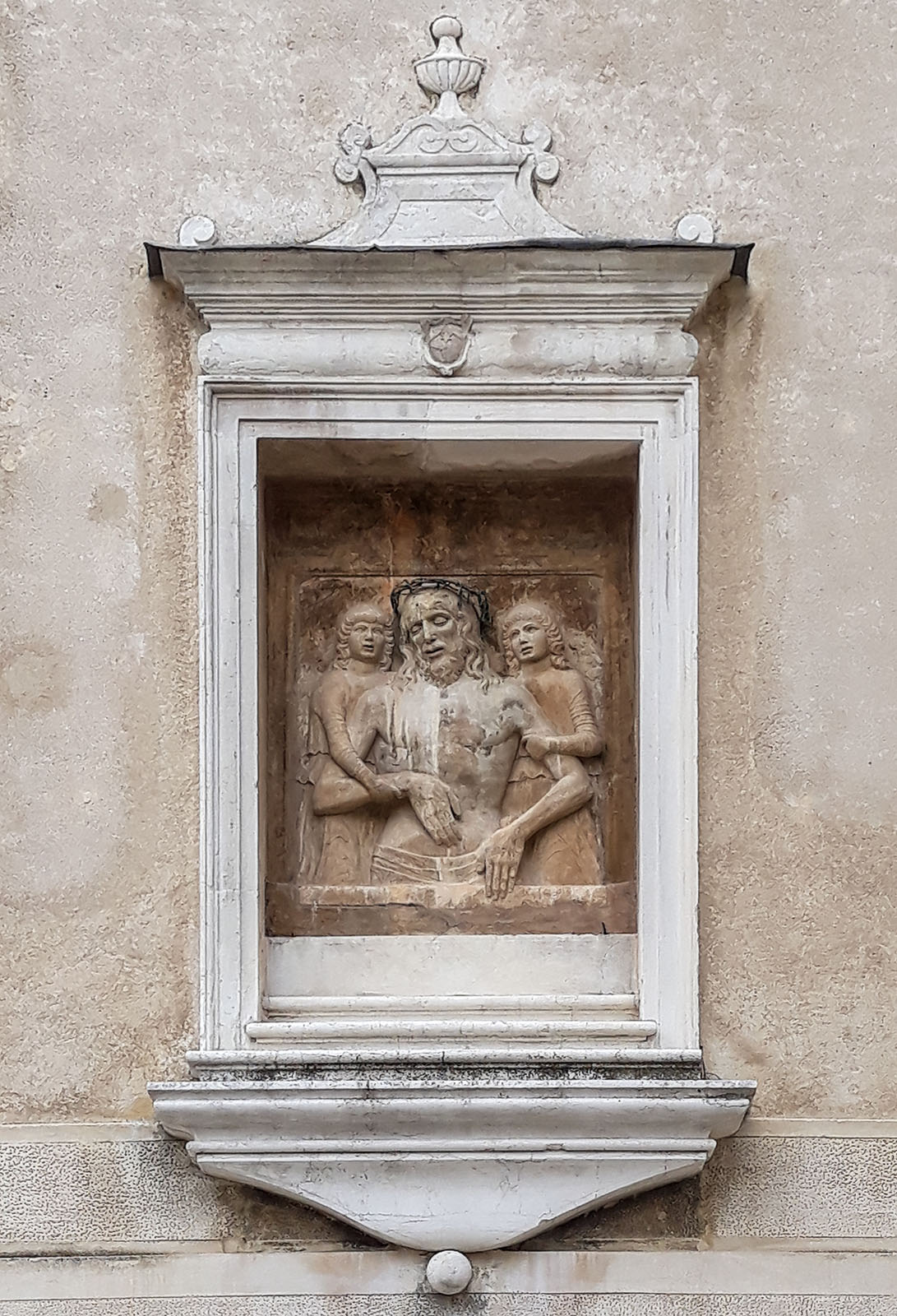
Anonimo, Cristo Passo, fine Quattrocento, fianco est della chiesa

È interessante che la grande chiesa oltre obbligare alla demolizione di una parte dell'antico chiostro a sinistra si prolungava sopra il braccio del rio della Carità che si piegava parallelo al canale della Giudecca per ricongiungersi al rio di Sant'Agnese. Entrambi i rii furono interrati nell'Ottocento ma rimane ancora visibile sul fianco destro l'imboccatura murata della struttura a ponte creata per far scorrere l'acqua sotto l'aula verso il limite del presbiterio. L'arco è chiuso in chiave dall'emblema dell'ordine sorretto dal cane con cui spesso i domenicani si identificavano.
Proprio sopra l'arcata della vecchia canalizzazione risulta ancora sistemata l'edicola contenente un Cristo passo in pietra giallastra di anonimo scultore tardo quattrocentesco dalle reminiscenze donatellesche, proveniente forse dalla vecchia chiesa.

### Facciata

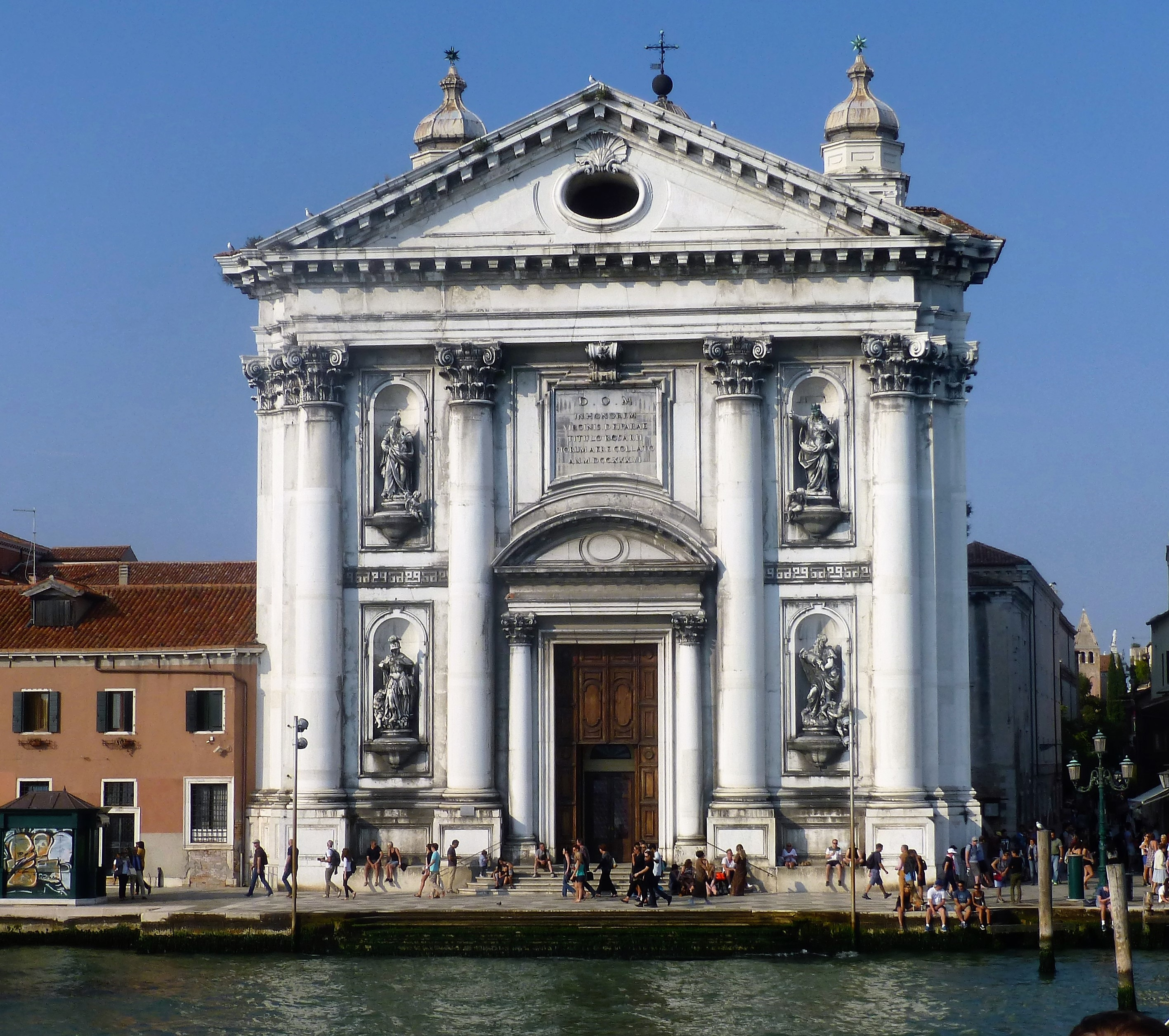
La facciata.

La facciata classicheggiante è tripartita da semicolonne con capitello composito e che digradano nelle ali formando dei pilastri compositi. Nel grande timpano di coronamento si apre un occhio ovale sormontato da una conchiglia di San Giacomo. A movimentare ulteriormente la superficie negli intercolumni laterali, dentro ampie nicchie e sostenute da mensole, le statue delle Quattro virtù cardinali: in alto la Prudenza di Gaetano Susali e la Giustizia di Francesco Bonazza; in basso, divise da un fregio a greca, la Fortezza di Giuseppe Bernardi detto Torretti e la Temperanza di Alvise Tagliapietra.
Al centro, sopra il timpano centinato del portale, accompagnandone la curvatura, un'ampia lapide dedicatoria a Santa Maria del Rosario appare sospesa a un modiglione centrale decorato da cinque rose. Non si tratta di un ornamento disposto a mazzo ma con i fiori sistemati distintamente sulle volute in modo da essere immediatamente enumerabili: in effetti in questo numero, ripetuto anche dai gradini della scalinata di accesso al portale, è possibile cogliere un deliberato riferimento ai gruppi di cinque in cui il rosario è suddiviso, una simbologia ricorrente anche all'interno.
Il selciato davanti alla chiesa, un intreccio di bianca pietra d'Istria e grigia trachite, e l'altra larga scalinata che scende nell'acqua integrano l'impianto scenografico dell'edificio.

Guardando dall'acqua o dall'altra riva sono caratterizzanti i due brevi campanili cuspidati a cipolla e la cupola con lanterna del presbiterio.

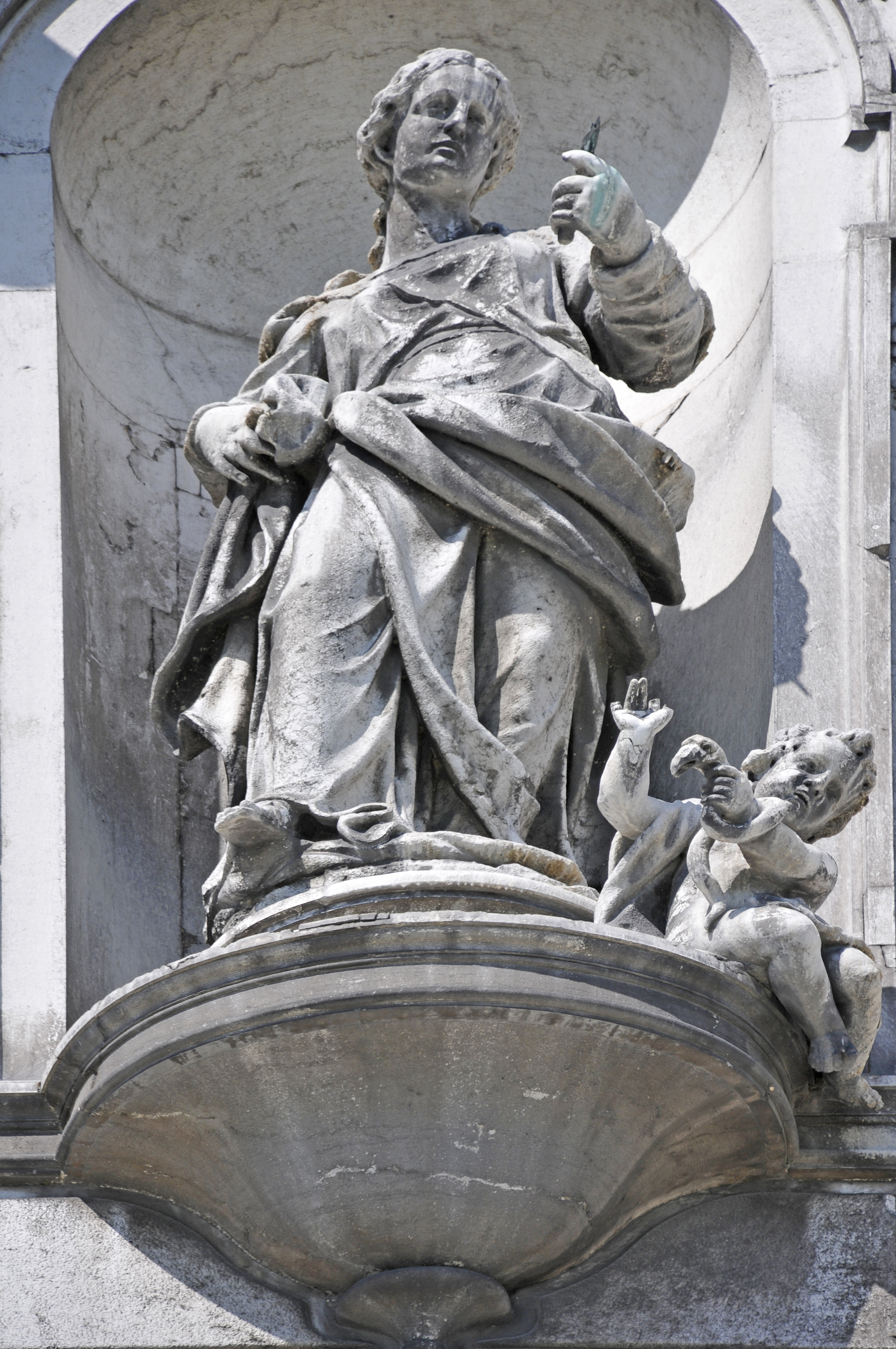
Prudenza di Susali
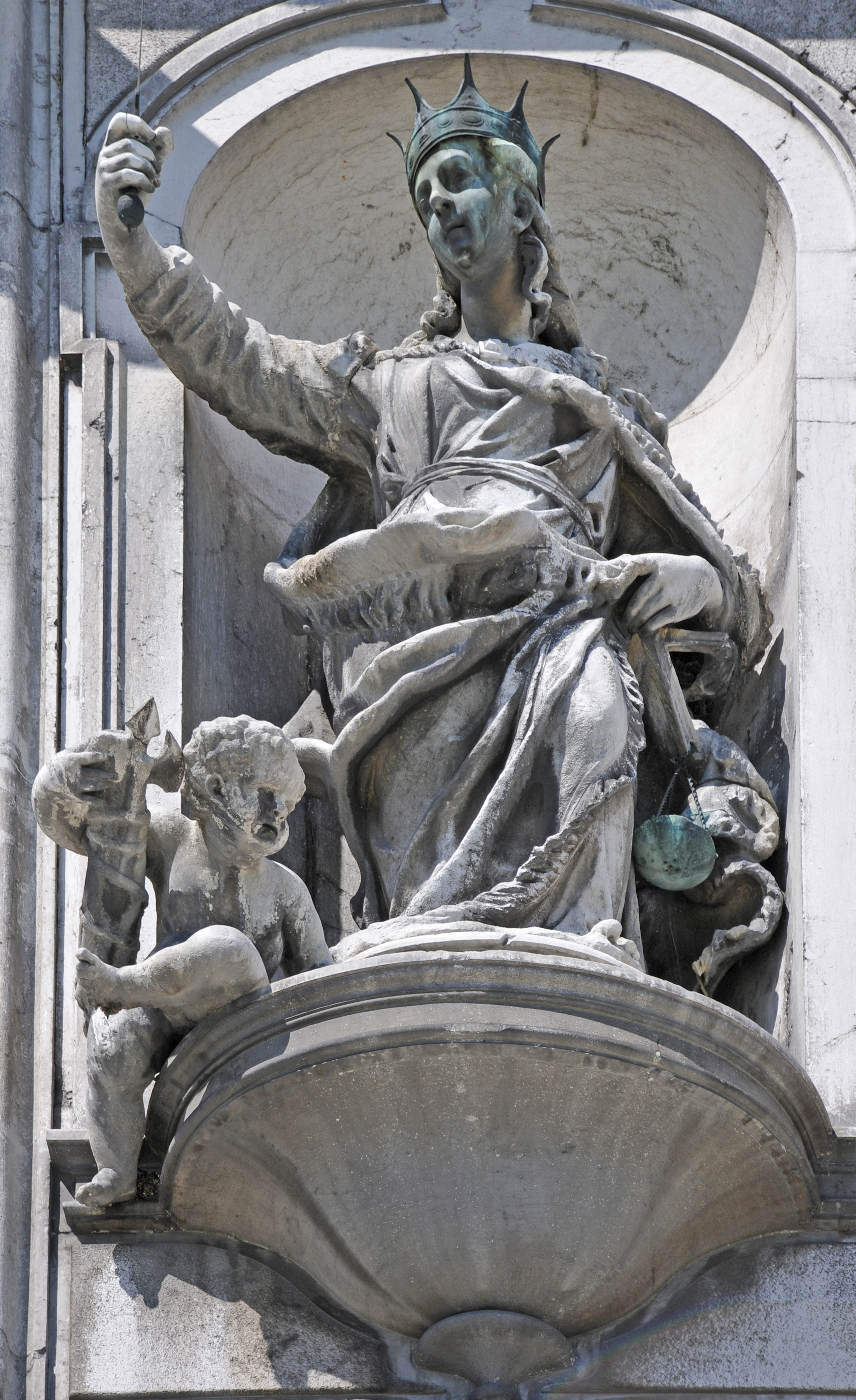
Giustizia di Bonazza
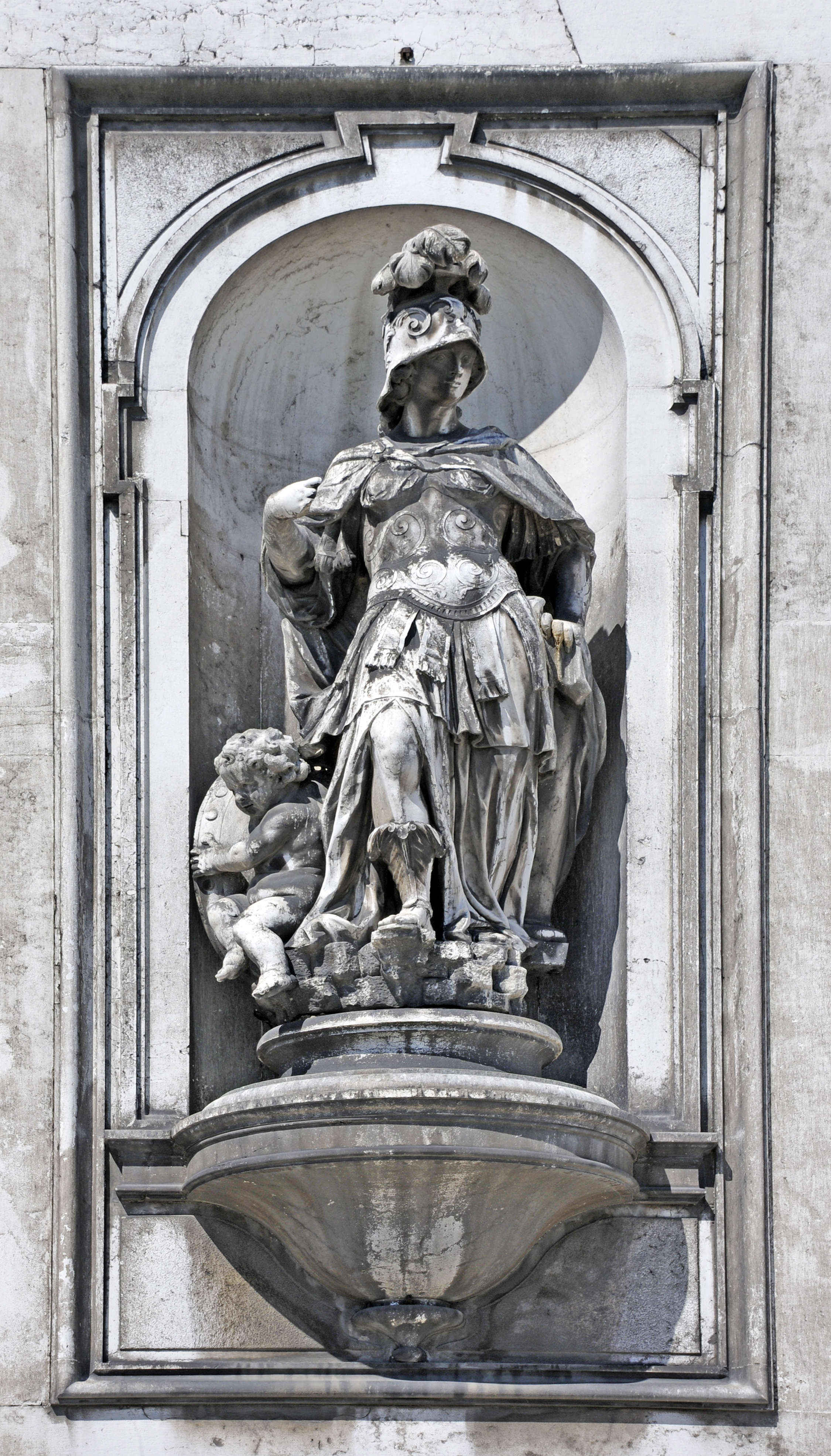
Fortezza del Torretti
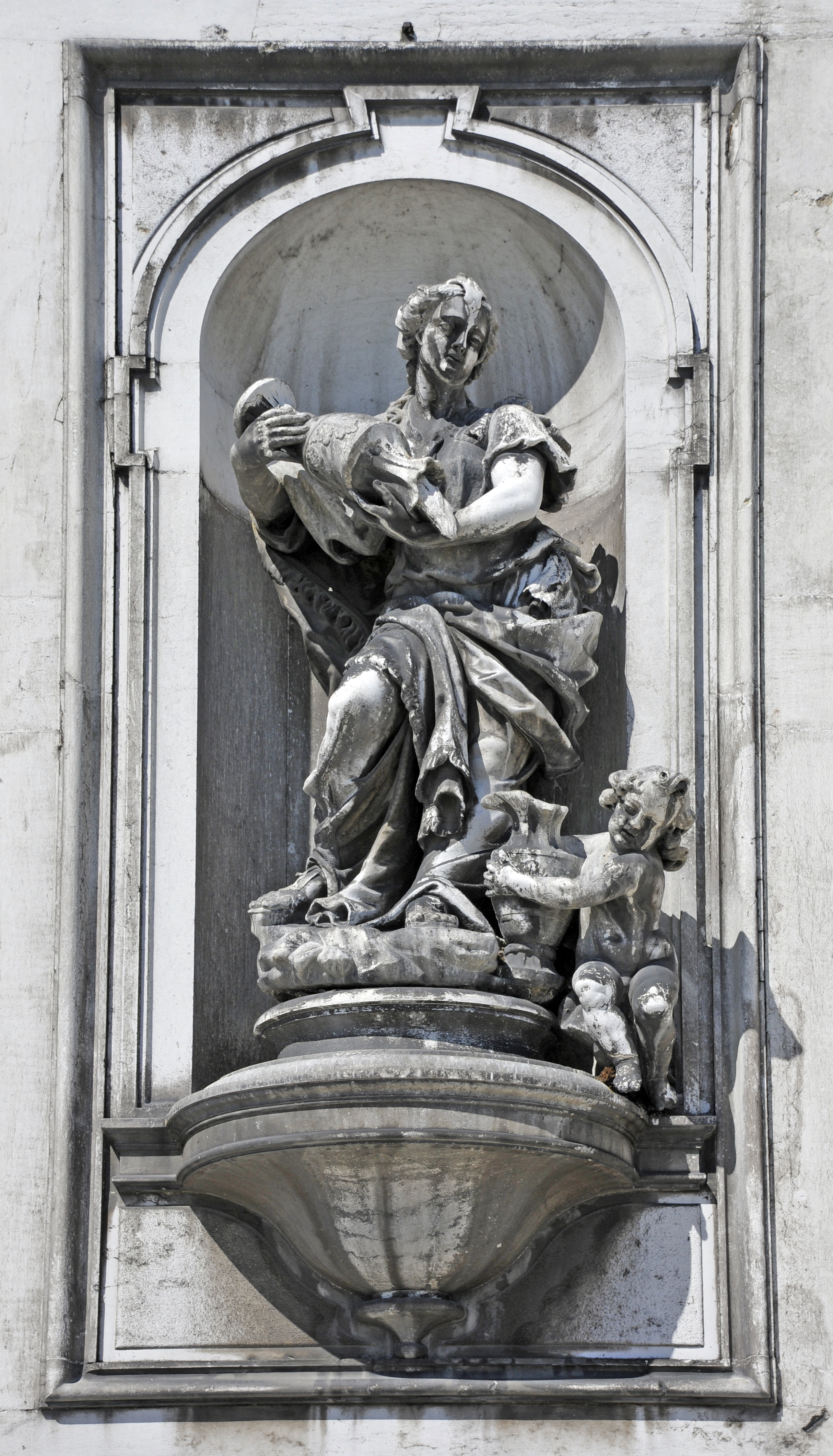
Temperanza di Tagliapietra

### Interno

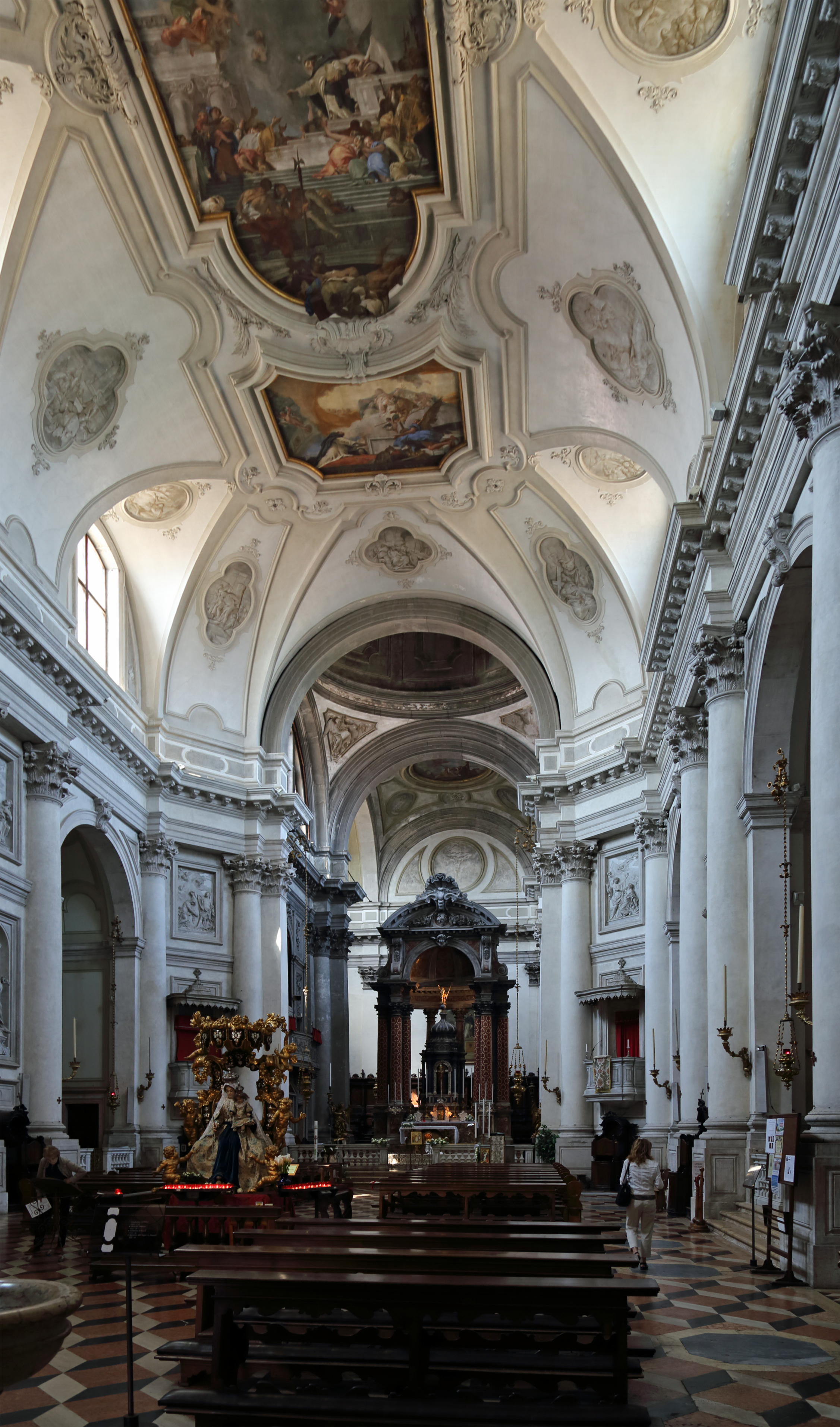
Veduta dell'interno.

L'interno è ad unica navata con gli angoli smussati riprendendo il modello del Gaspari alla Fava ma già parzialmente annunciato al Redentore dal Palladio. Lungo le pareti scandite da semicolonne binate si aprono le arcate del presbiterio e delle sei cappelle laterali. Tra le colonne binate sono collocate grandi sculture sormontate da bassorilievi opera di Giovanni Maria Morlaiter, talvolta con aiuti, ed eseguite tra il 1743 ed il 1754. I bassorilievi rappresentano scene tratte dal vangelo (in senso antiorario partendo dall'ingresso): Gesù e il centurione, Gesù guarisce il cieco, Gesù appare alla Maddalena, Apparizione di Gesù a Tommaso, (presbiterio), Battesimo di Cristo, La samaritana al pozzo, La piscina probatica e San Pietro salvato dalle acque. Le statue a tutto tondo e posate dentro nicchie sono (in senso antiorario partendo dall'ingresso): Abramo, Aronne, San Paolo Apostolo, San Pietro, Mosè e Melchisedech. Ai lati del presbiterio sono presenti invece due pulpiti.

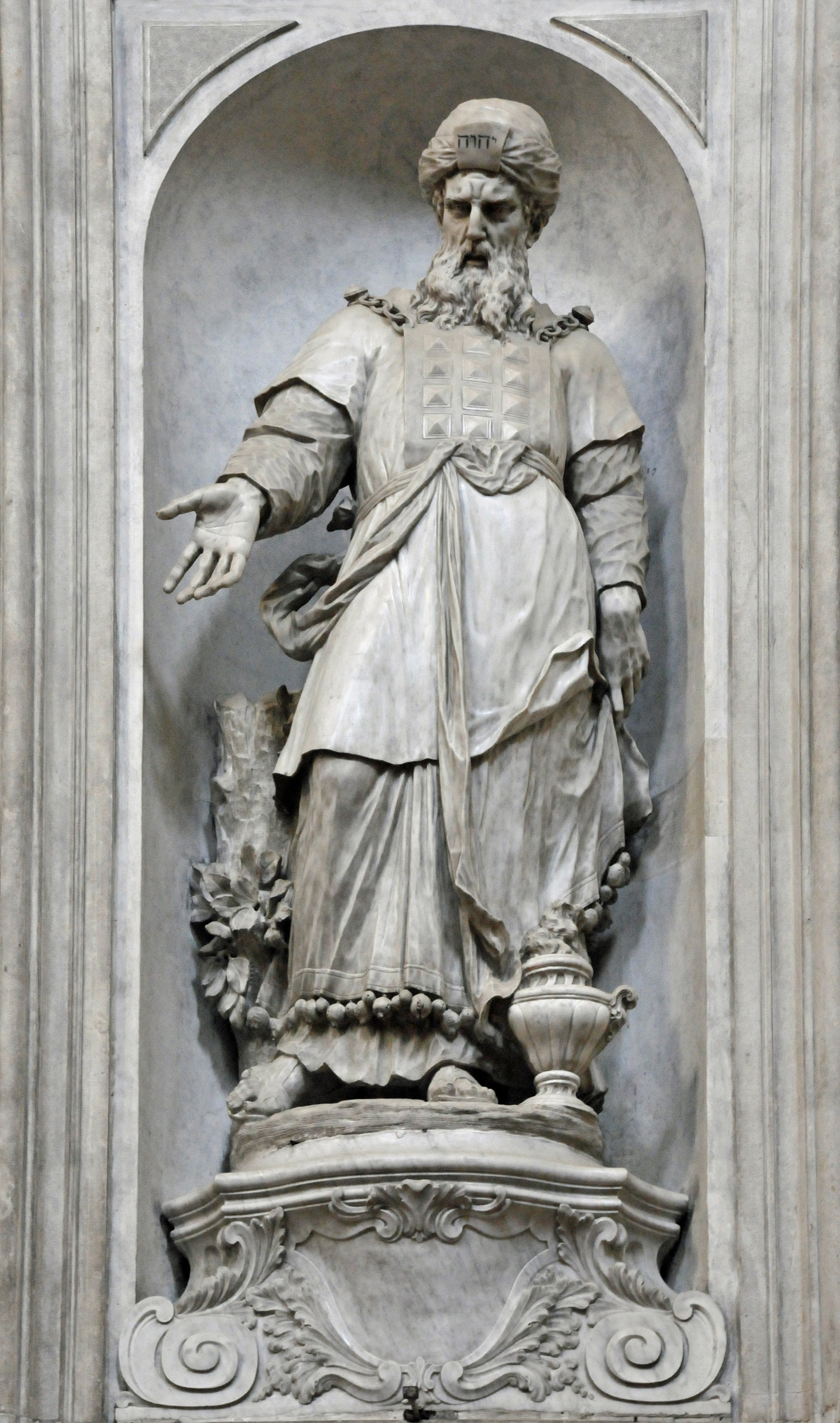
Aronne di Morlaiter
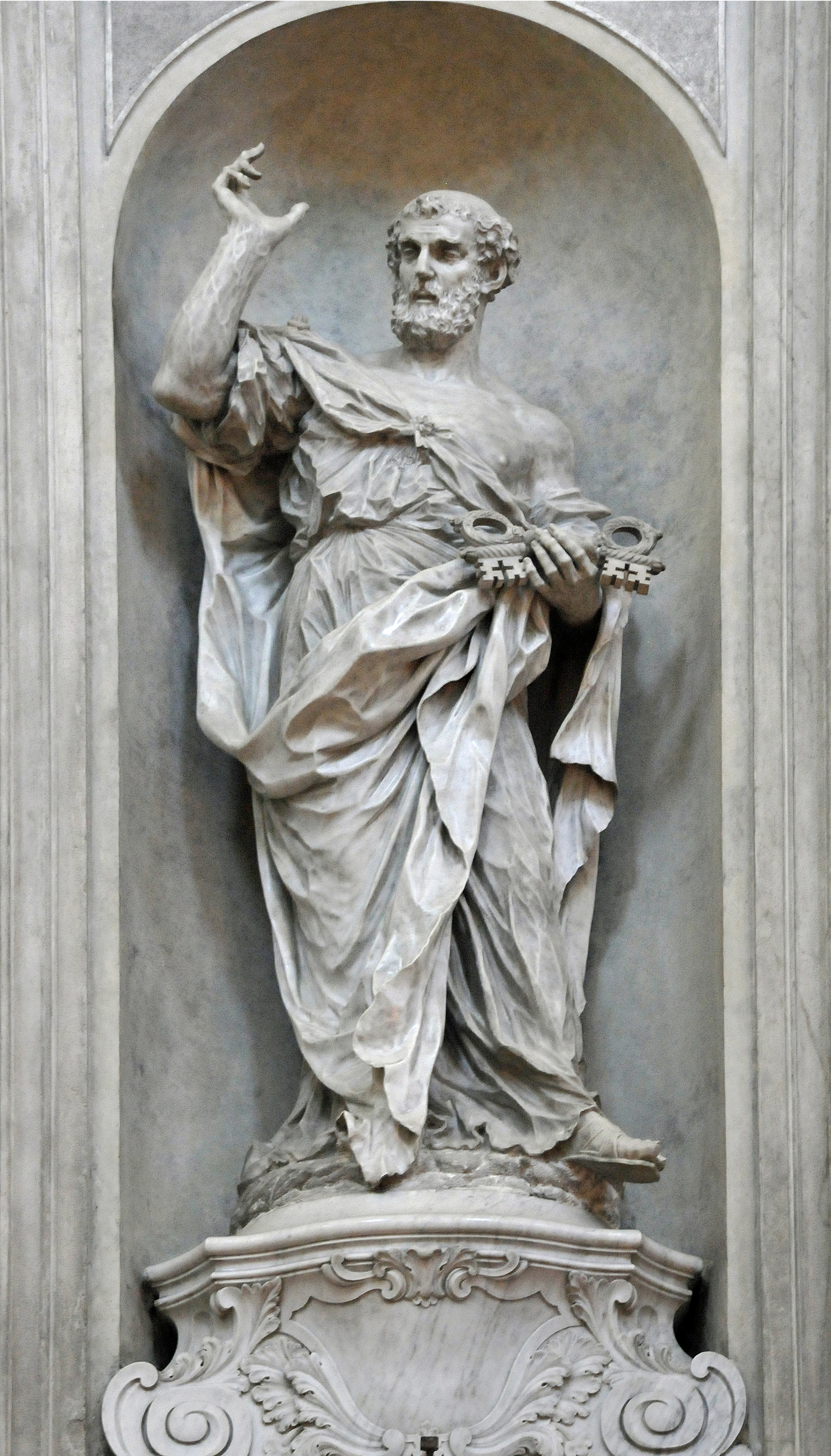
San Pietro di Morlaiter
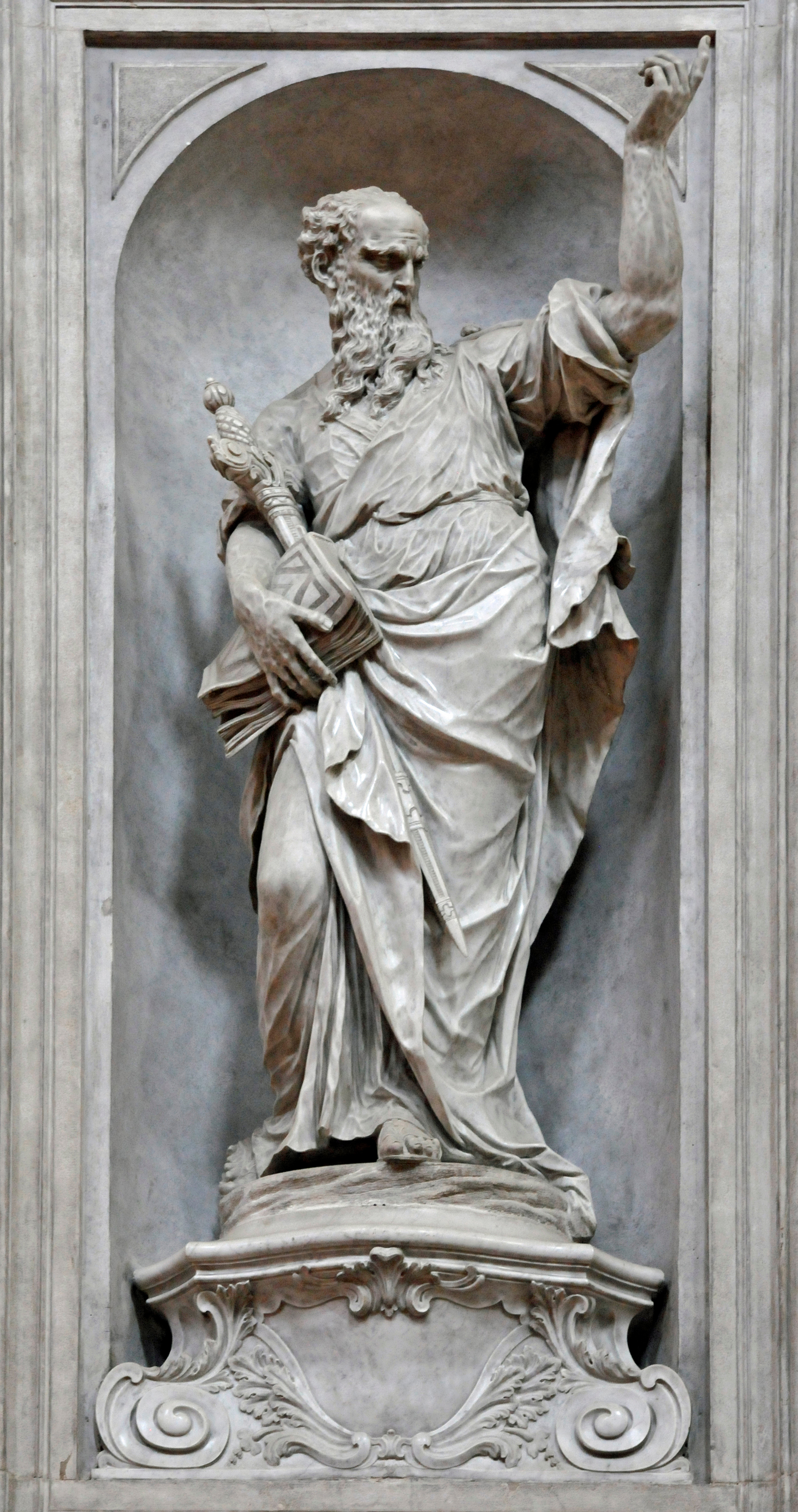
San Paolo di Morlaiter
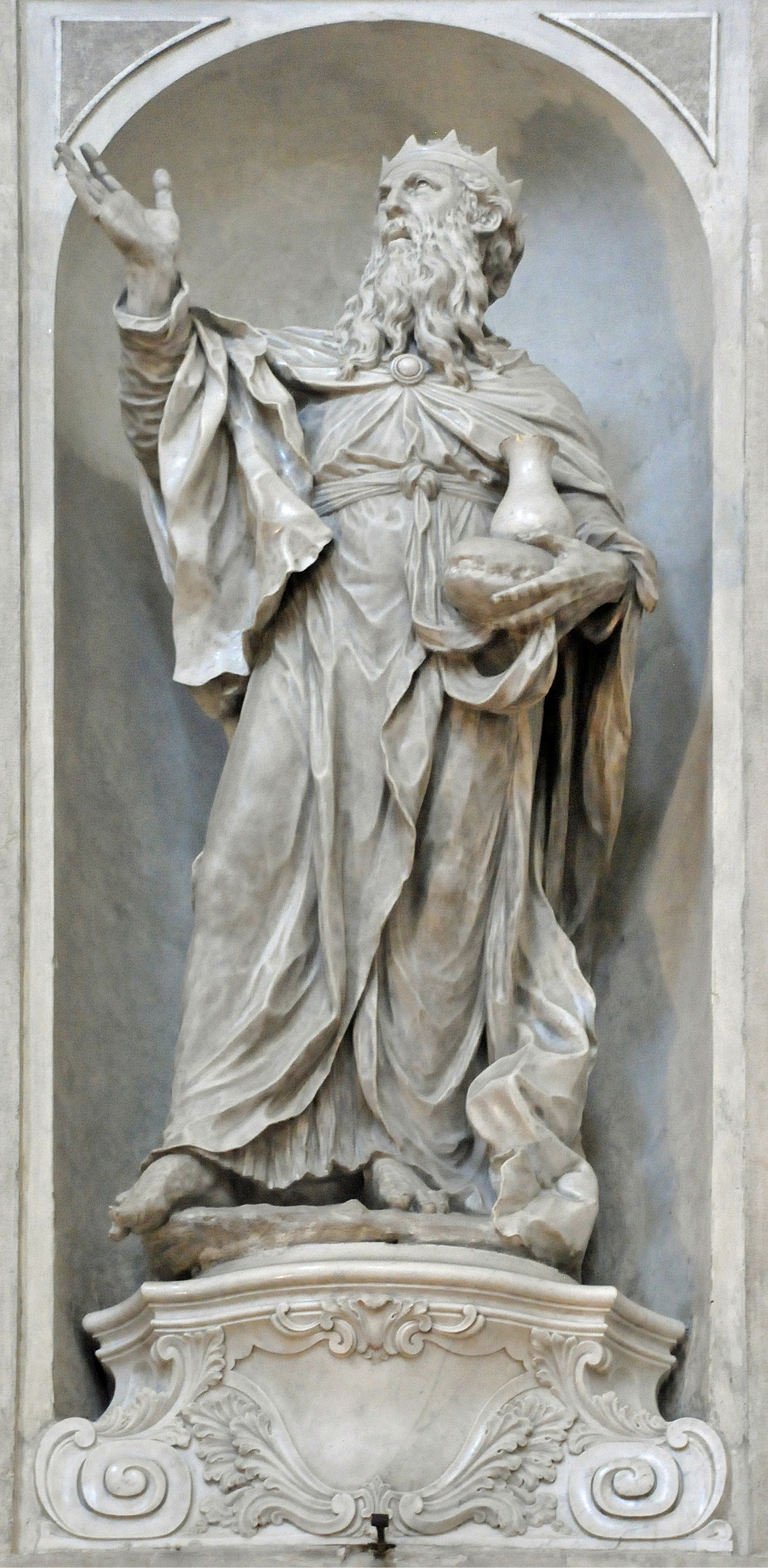
Melchisedec di Morlaiter

### Soffitto
Il soffitto è occupato dai tre grandi comparti affrescati da Giambattista Tiepolo tra il 1737 ed il 1739. In quello centrale L'istituzione del Rosario: verso l'alto Maria ed il Bambino in cielo presentano il Rosario circondati da angeli, al centro un angioletto fornisce i rosari a San Domenico che li distribuisce ai fedeli, mentre in basso gli eretici sprofondano negli inferi. Nel comparto verso la porta è rappresentata La Gloria di San Domenico e in quello verso l'altare La Madonna appare a San Domenico. Attorno ai comparti centrali stanno sedici comparti minori a monocromo, dipinti probabilmente con l'aiuto di Francesco Zugno e Giovanni Raggi: inseriti alternativamente in cornici ovali o quadrilobate rappresentano i 15 tradizionali Misteri del Rosario più un ultimo dedicato alla Gloria del Rosario. Gli stucchi di tutte le cornici del soffitto sono opera di Antonio Pelle.

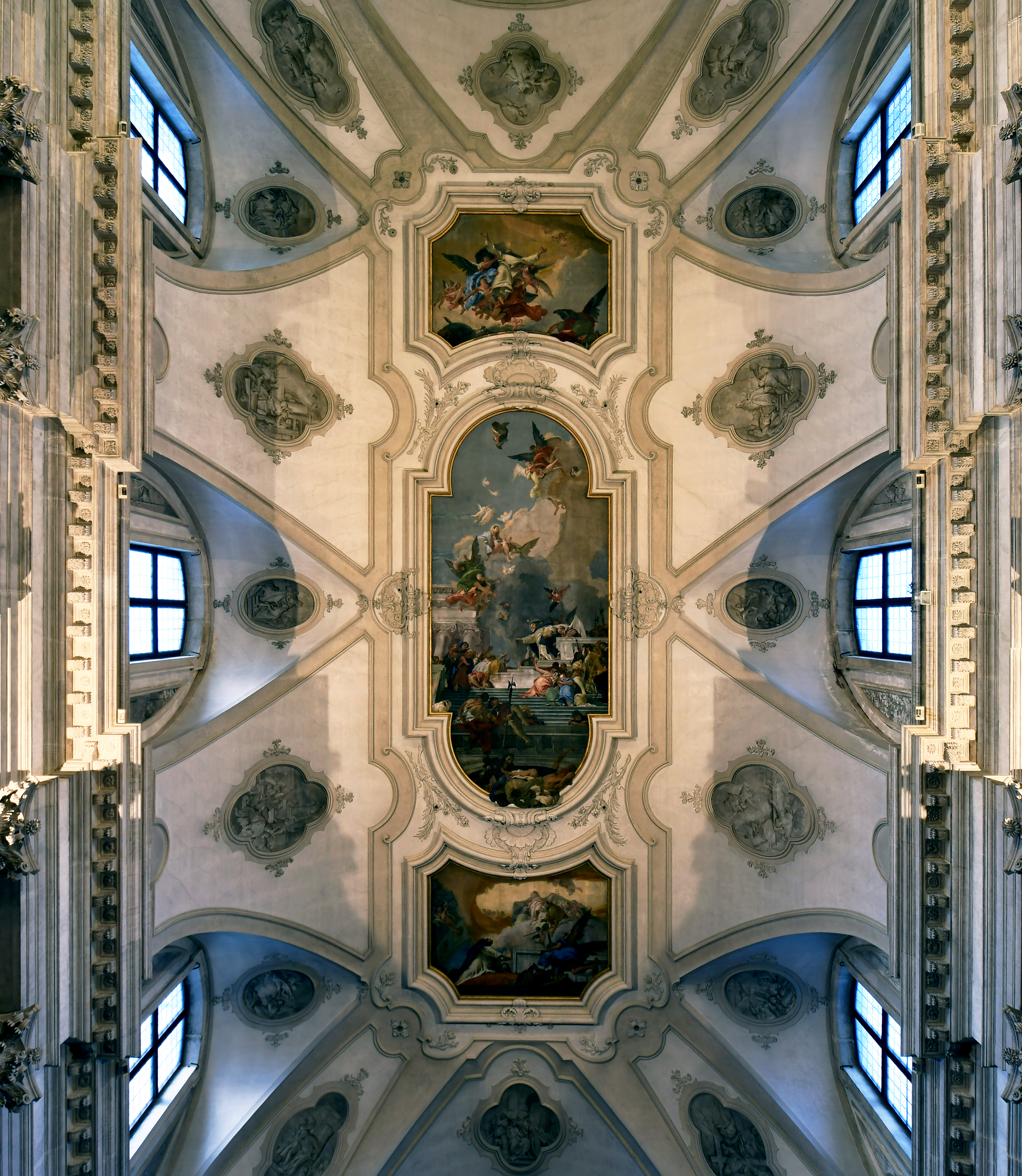
Veduta d'assieme dei soffitto di Tiepolo
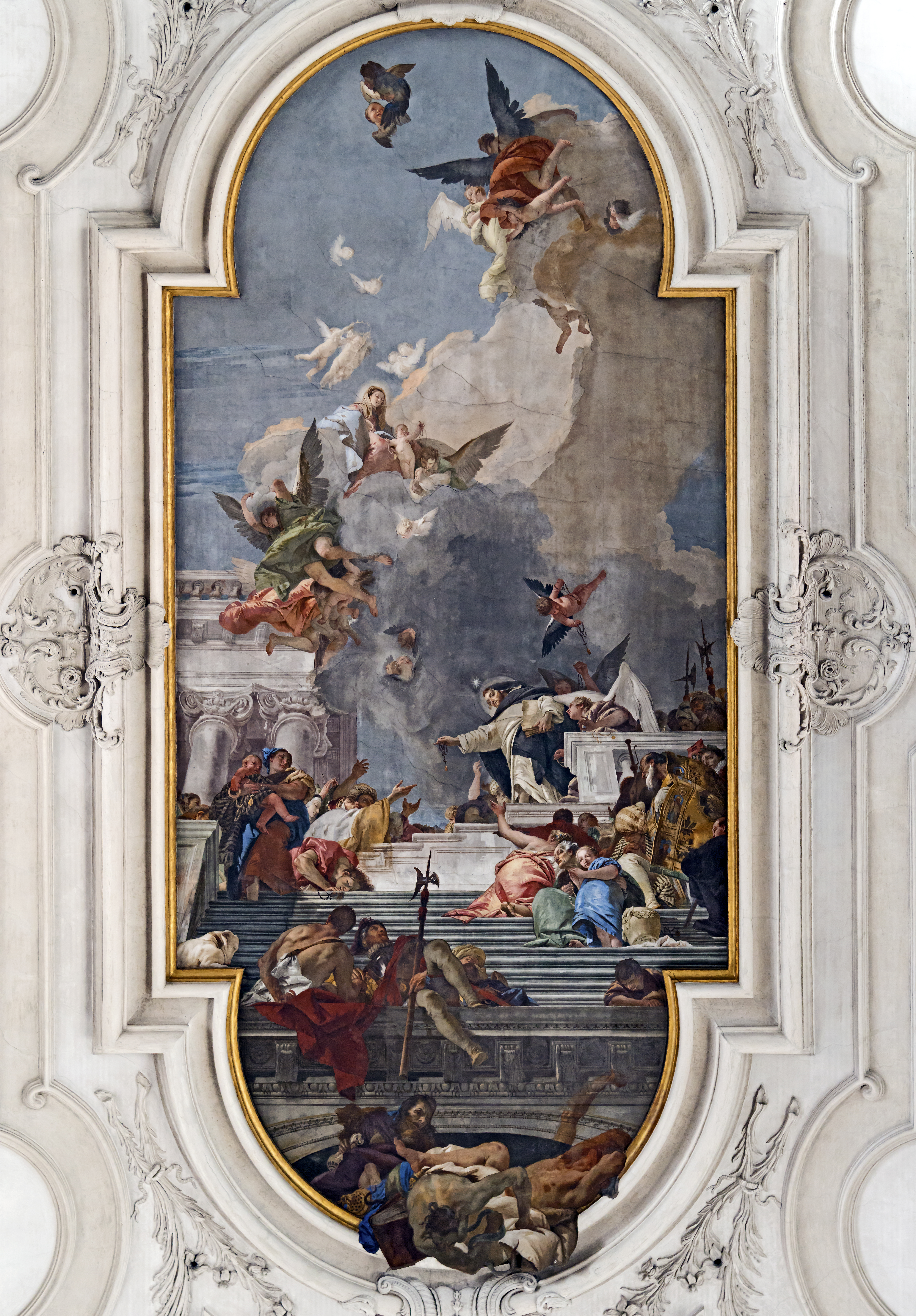
L’Istituzione del Rosario di Tiepolo
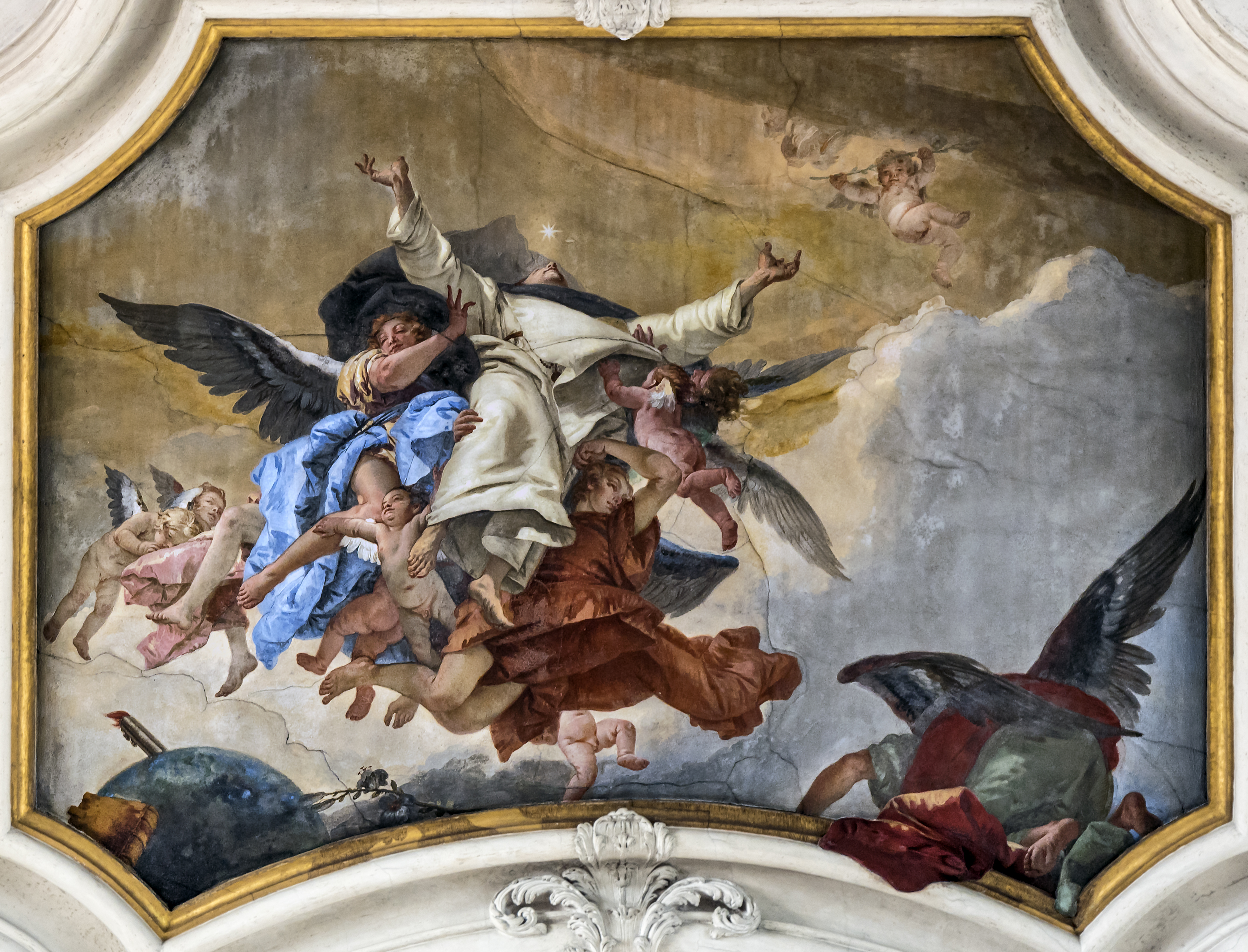
La Gloria di San Domenico di Tiepolo
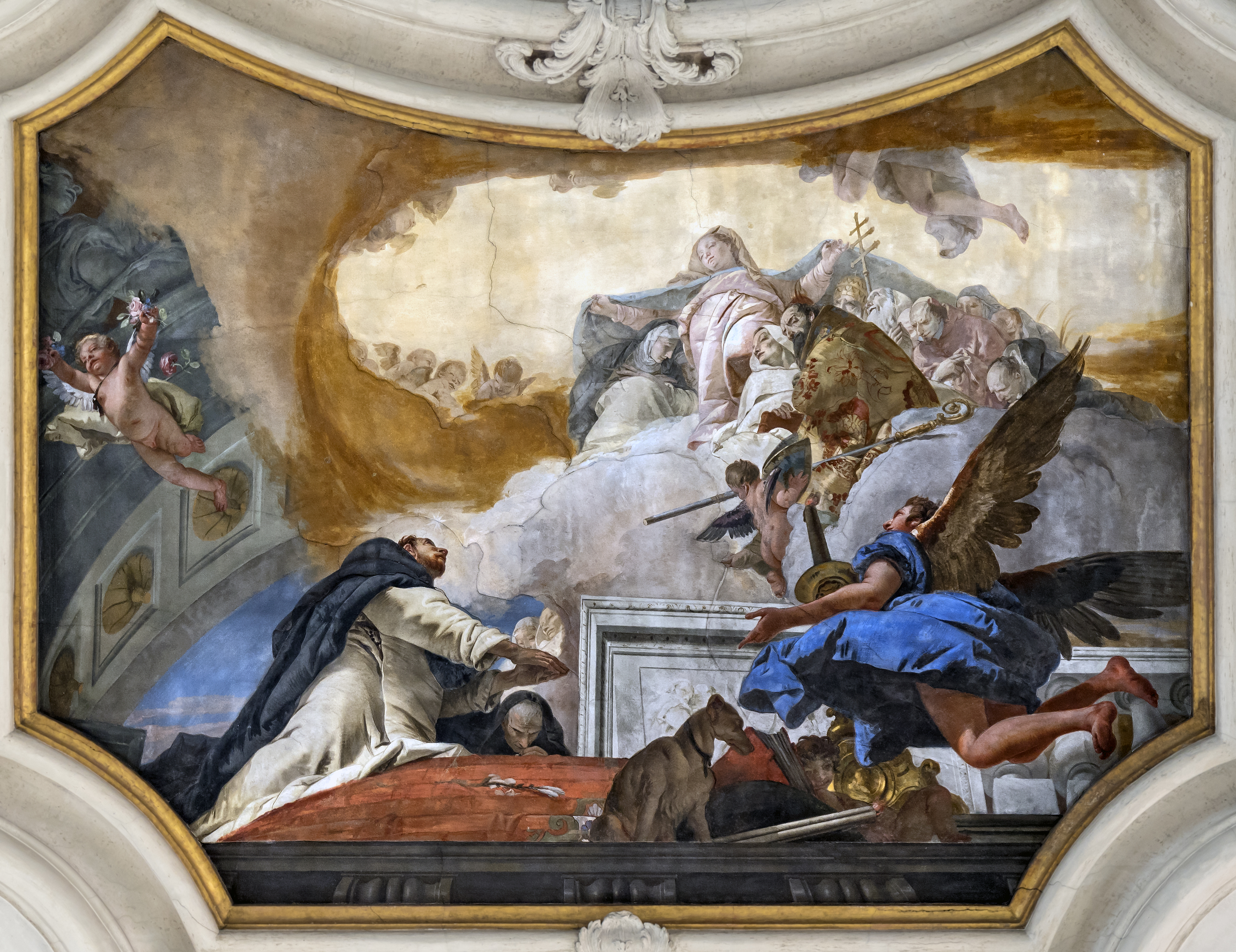
La Madonna appare a San Domenico di Tiepolo

### Cappelle di destra
Nella prima cappella sull'altare del Massari è esposta la pala La Vergine appare alle Sante Rosa da Lima, Caterina da Siena e Agnese da Montepulciano opera di Tiepolo (1749?). Nella seconda cappella la Gloria di Angeli del Morlaiter (1738-39) un altorilievo che incornicia il piccolo quadro di San Domenico opera di Giambattista Piazzetta (1743). Nella terza cappella la Visione dei Santi Lodovico Bertrando, Vincenzo Ferreri e Giacinto Odrovaz dipinto quasi monocromaticamente da Piazzetta (c. 1739)

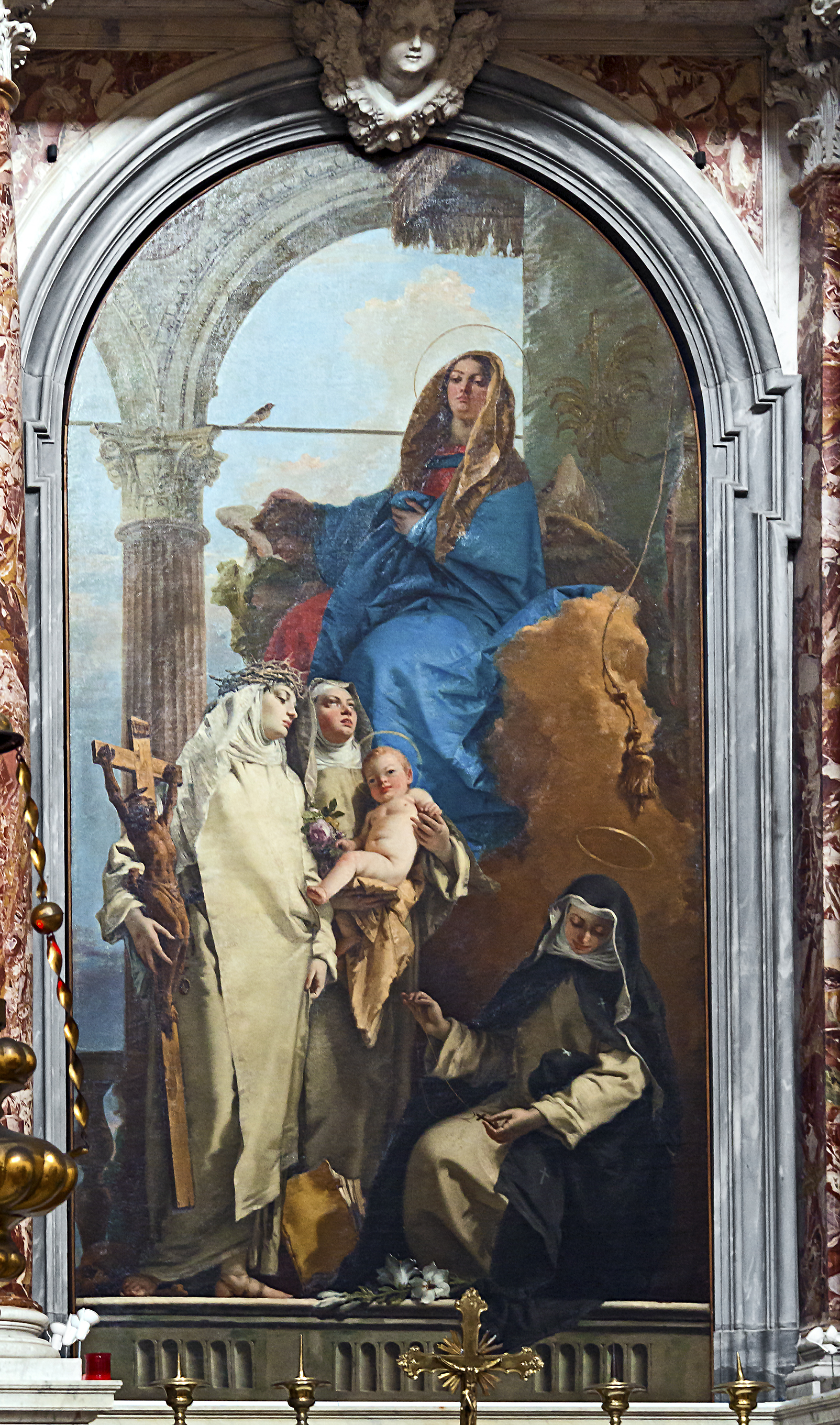
La Vergine appare alle Sante Rosa da Lima, Caterina da Siena e Agnese da Montepulciano di Tiepolo
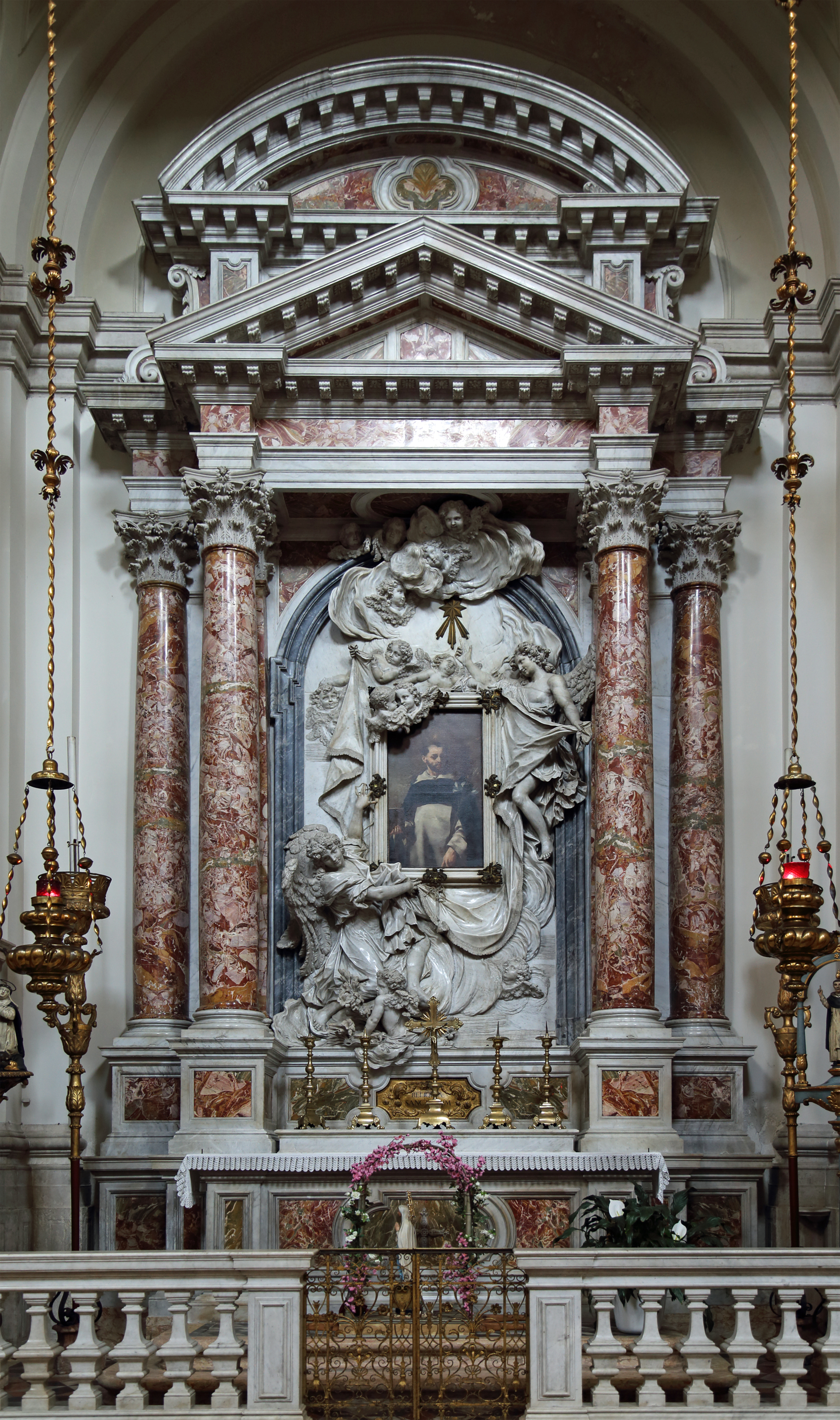
Gloria di Angeli di Morlaiter
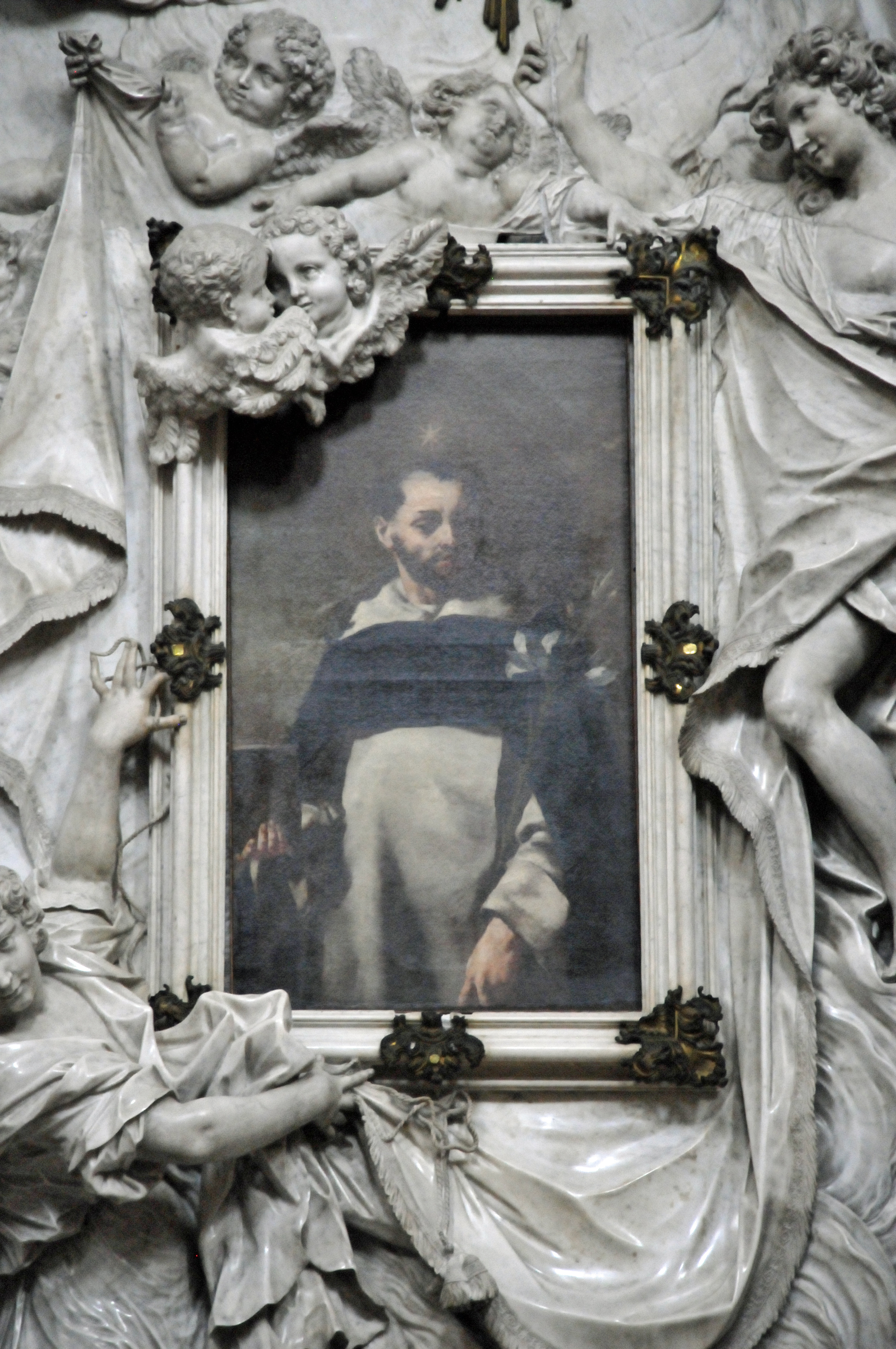
San Domenico di Piazzetta
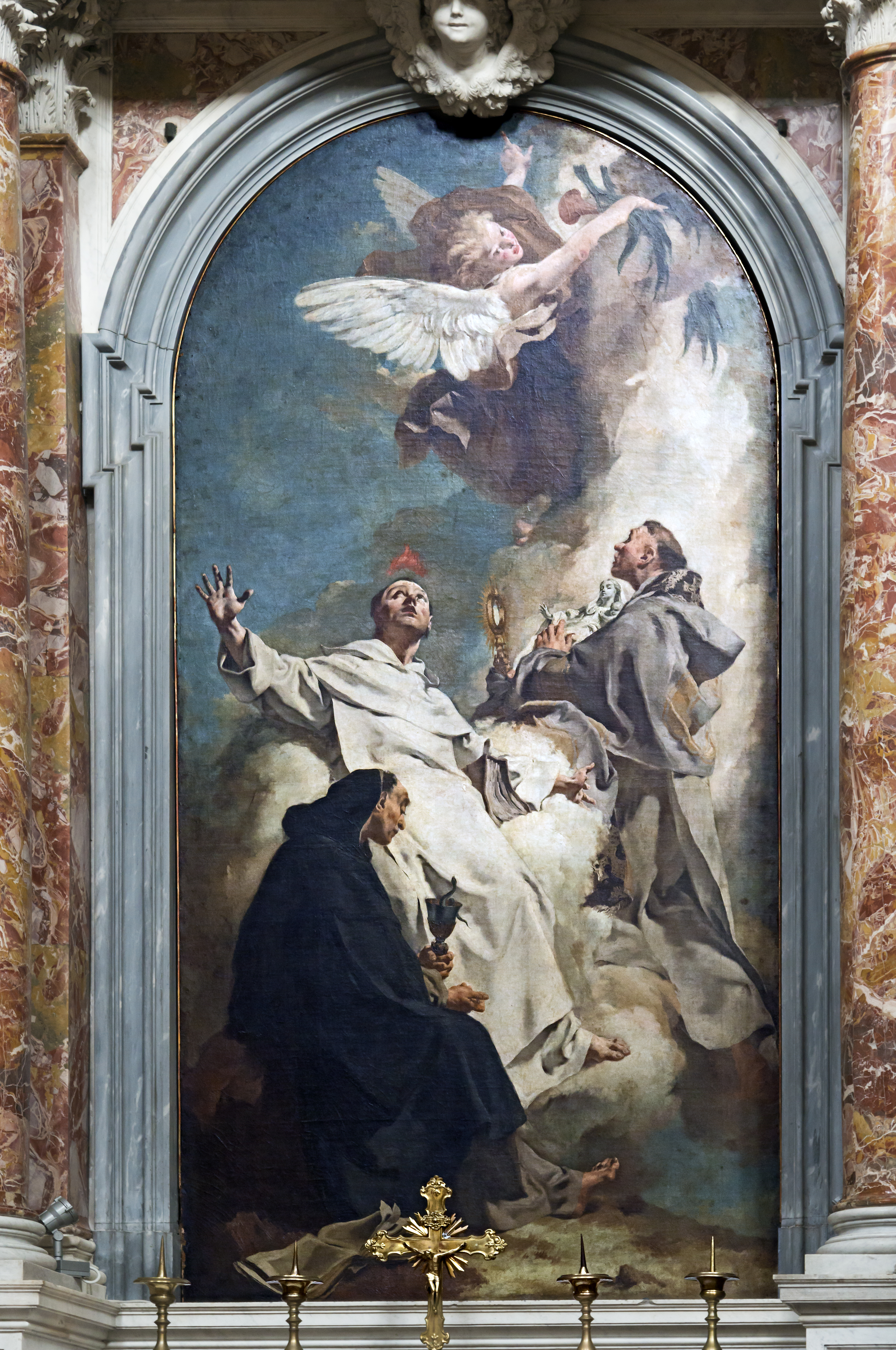
Visione dei Santi Lodovico Bertrando, Vincenzo Ferreri e Giacinto Odrovaz di Piazzetta

### Presbiterio
L'altare maggiore, disegno del Massari (1742-43) presenta una grande esedra dentro il cui colonnato in marmo rosso di Sicilia è contenuto il ricco tabernacolo tempestato di lapislazzuli. Alle pareti laterali le strutture lignee delle cantorie, solo quella di sinistra contiene un organo Bazzani del 1856 (vedi sotto). Sugli angoli a vela sotto la cupola i simboli dei quattro evangelisti opera monocromo del Tiepolo (1737-39). 

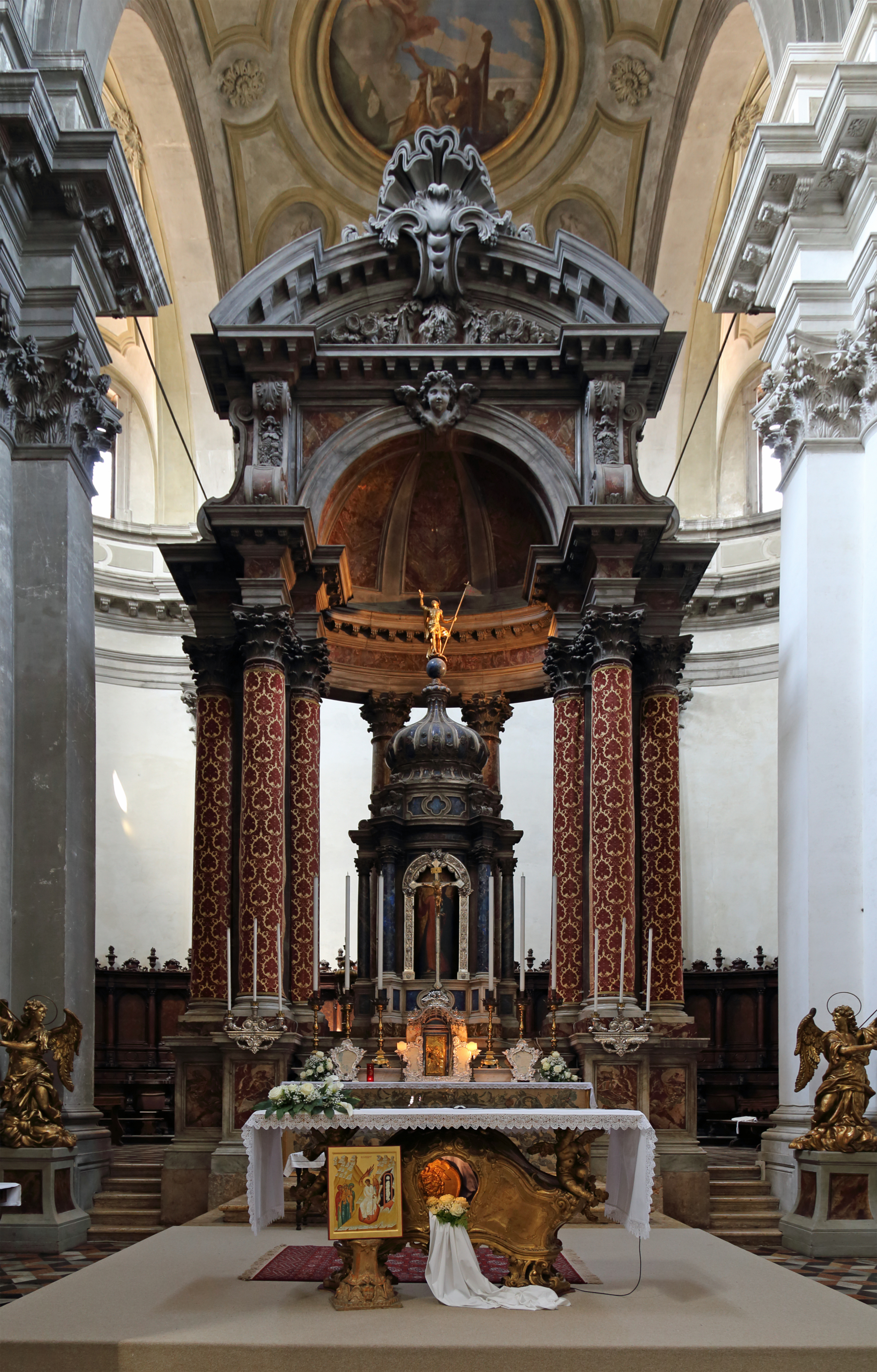
Altare Maggiore di Massari
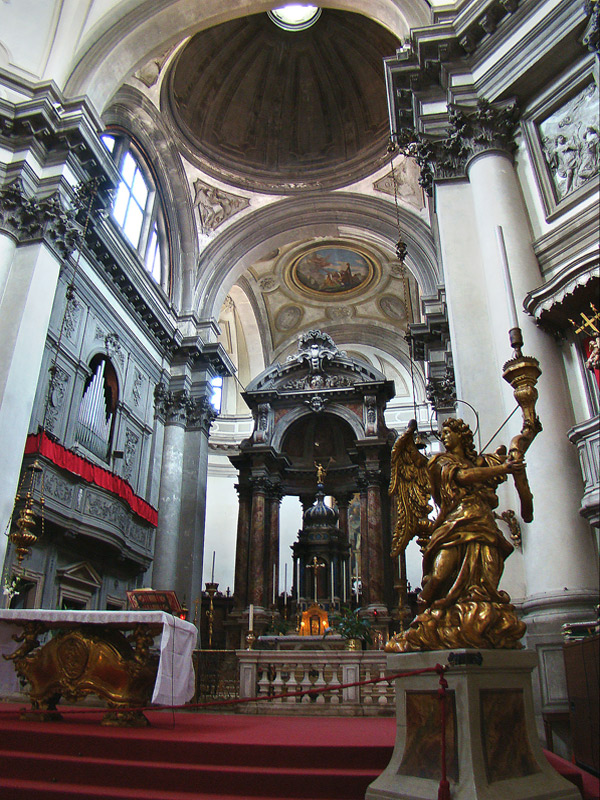
L'altare maggiore e l'organo Bazzani

### Coro
Nell'aula ellittica sul retro dell'altare maggiore è alloggiato il coro disegnato dal Massari ed eseguito ad intaglio da diversi artigiani tra il 1740 ed il 1744. Sul soffitto il Re David suona l'arpa di Giambattista Tiepolo e nei medaglioni monocromi agli angoli i profeti Ezechiele, Daniele, Geremia ed Isaia sempre del Tiepolo (1737-39). Sulle pareti San Domenico e altri santi di Matteo Ingoli (1630) e La Trinità monocromo a fresco di Tiepolo.

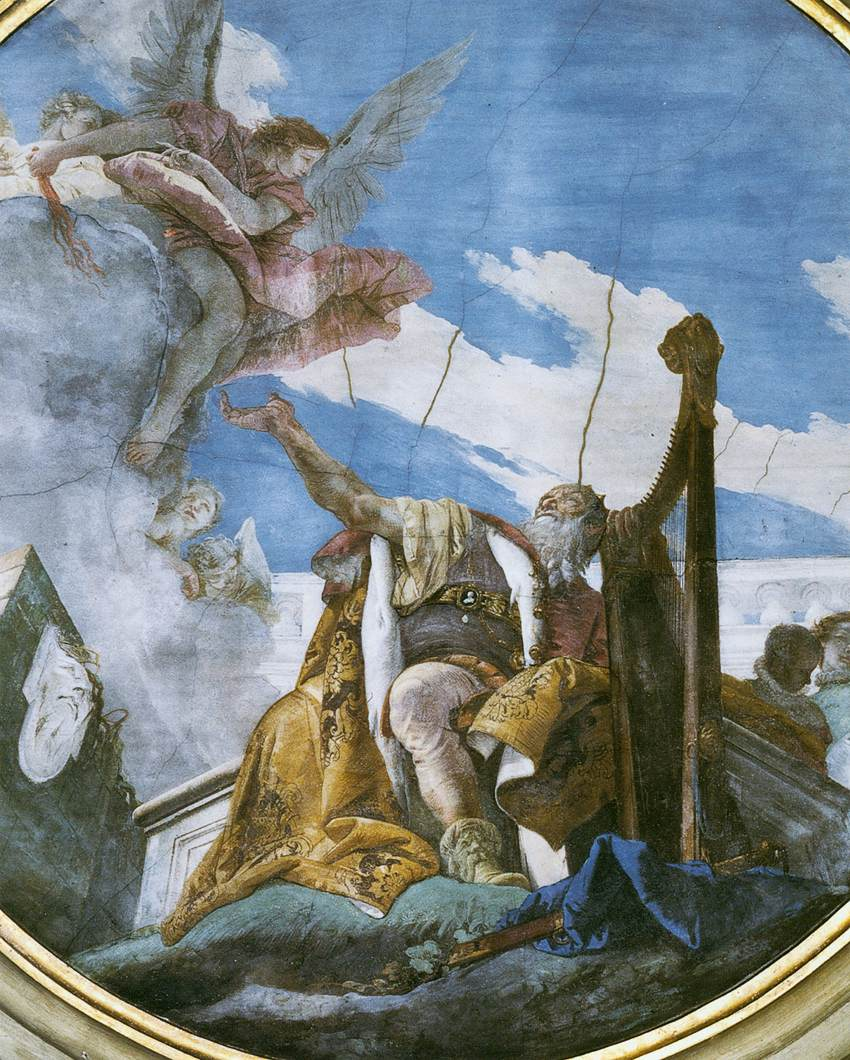
Re David suona l'arpa di Tiepolo
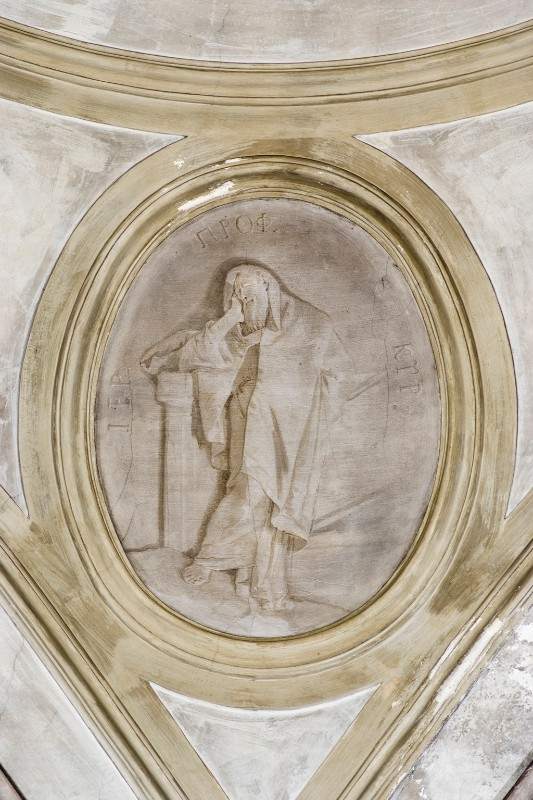
Geremia
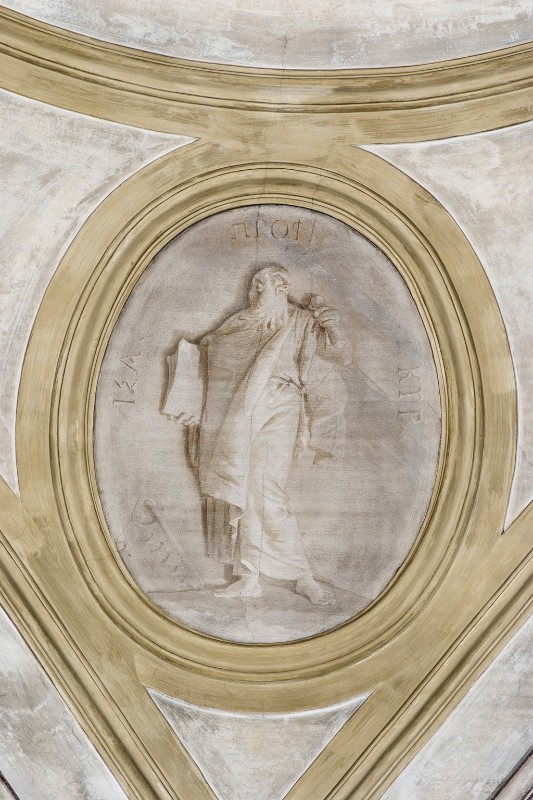
Isaia
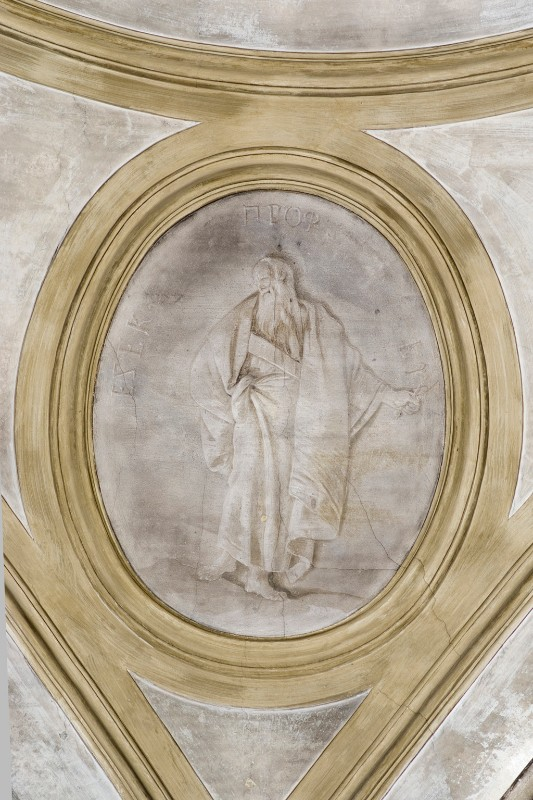
Ezechiele
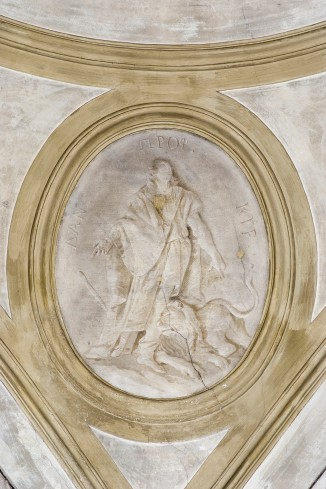
Daniele

### Cappelle di sinistra
Nella prima cappella La Crocifissione di Jacopo Tintoretto (1563-65?) proveniente dalla precedente chiesa di San Girolamo dei Gesuati. Al momento dell'inserimento risulta restaurato dal Piazzetta. Il putto sulla chiave di volta dell'altare è del Massari. Nella seconda cappella all'interno dell'altare di Massari è la statua neoclassica della Madonna del Rosario di Antonio Bosa (1836). Nella terza cappella la pala San Pio V, San Tommaso e San Pietro Martire (1730-33), una delle ultime opere di Sebastiano Ricci. L'altare è opera del Morlaiter (1744-45).

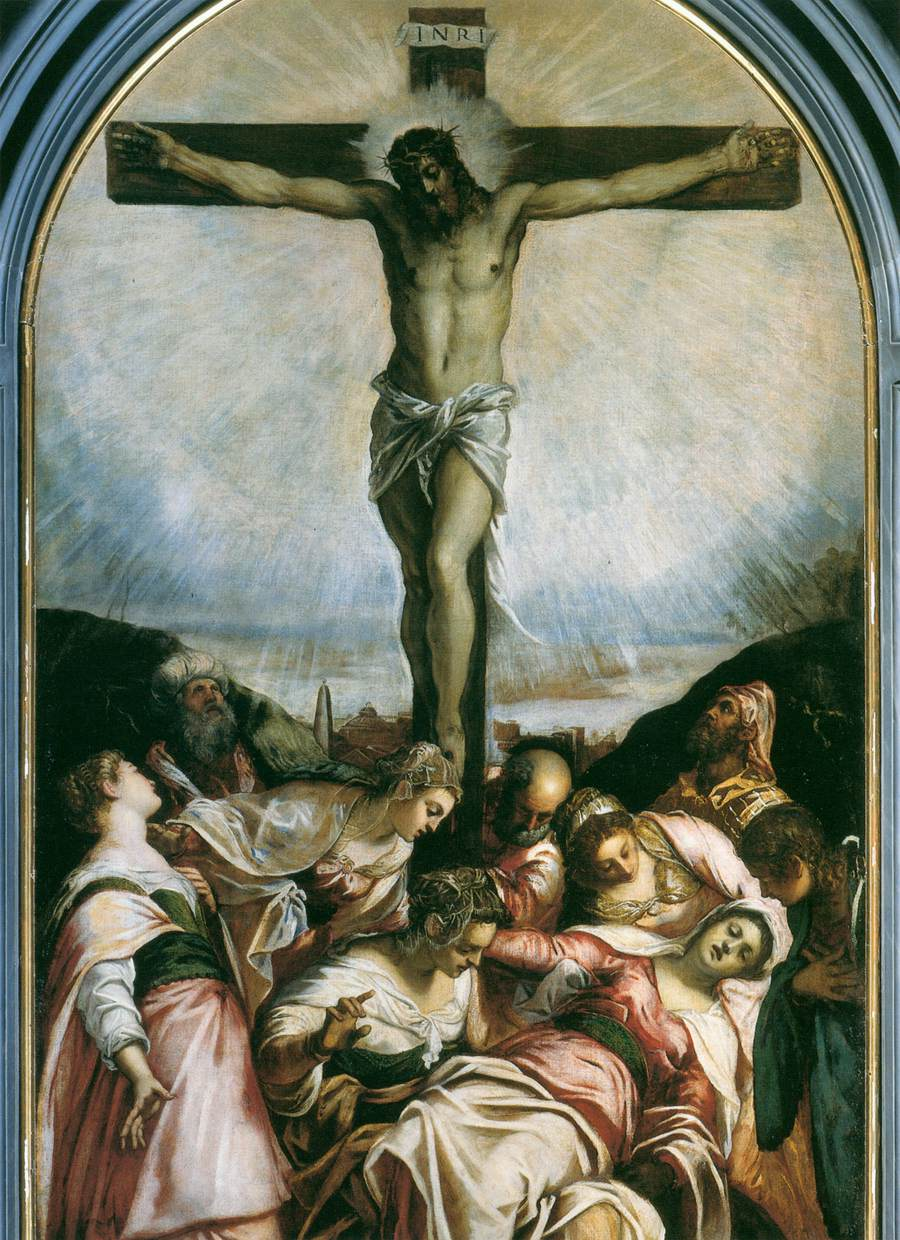
Crocifissione di Tintoretto
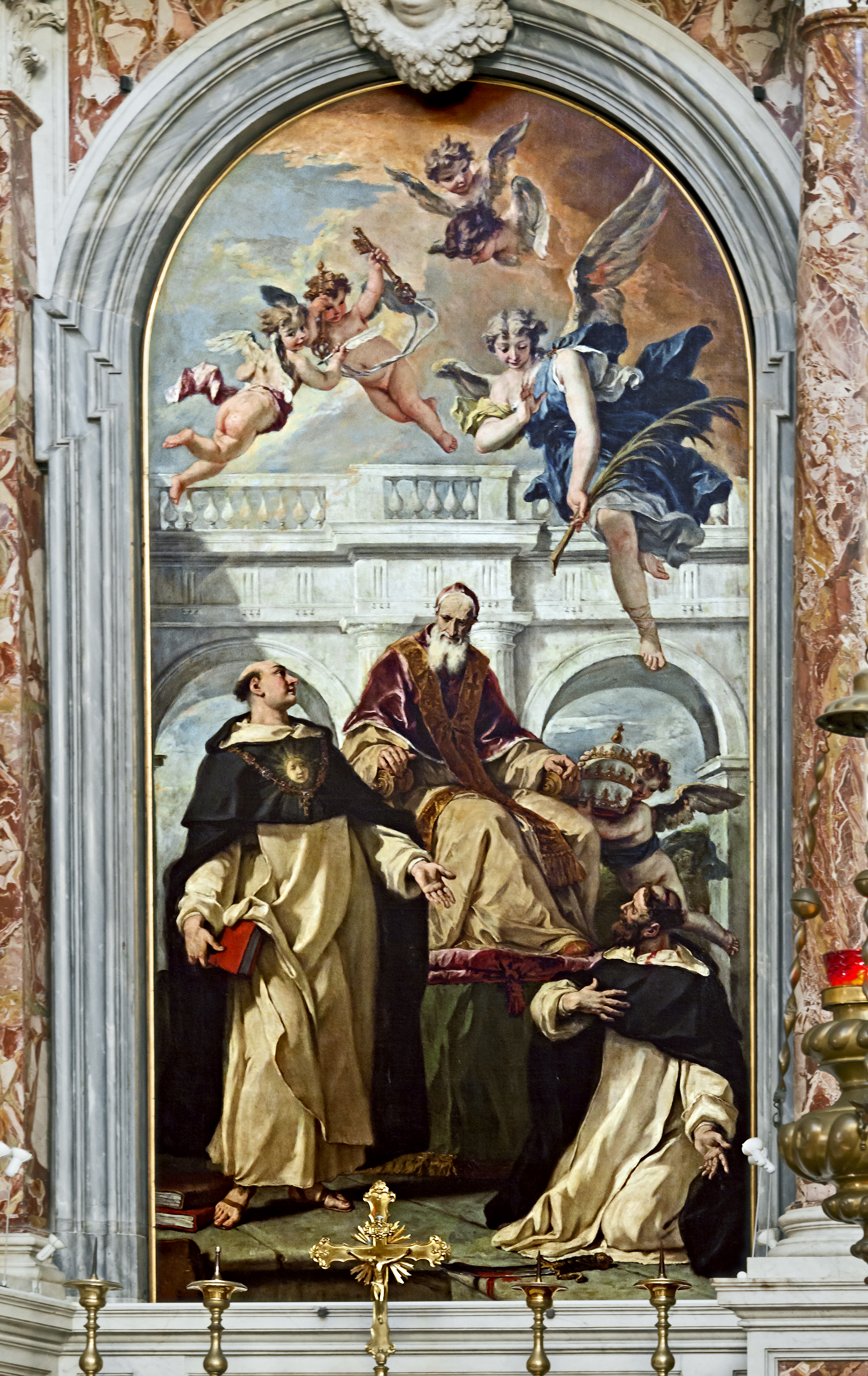
San Pio V, San Tommaso e San Pietro Martire di Ricci

### Organo a canne
Degno di nota è l'organo costruito da Jacopo Bazzani e figli, eredi del Callido, nel 1856.
L'organo, a trasmissione meccanica, è situato nella cantoria sopra il presbiterio in cornu evangelii e possiede un singolo manuale da 56 tasti (Do1-Sol5) spezzato tra bassi e soprani a livello del Do3. La pedaliera, diritta a 24 pedali, è costantemente unita al manuale.
Lo strumento è dotato di pedali per Ripieno e Ance.

## Campane
Il campanile di destra ospita un concerto di 5 campane in Mi3 fuse nel 1845 dalla fonderia Daciano Colbachini di Padova. Successivamente la terza fu rifusa nel 1969 dalla fonderia Lucio Broili di Udine. Nel 2024 è stata aggiunta al concerto una sesta campana da 185 kg fusa dalla fonderia Grassmayr di Innsbruk contestualmente al totale rifacimento della cella campanaria e del castello in occasione del restauro del campanile e delle facciate della chiesa. Nota